# IC 1843
IC 1843 — галактика типу SBab () у сузір'ї Кит.
Цей об'єкт міститься в оригінальній редакції індексного каталогу.